# Tmarus taiwanus
Tmarus taiwanus là một loài nhện trong họ Thomisidae.
Loài này thuộc chi Tmarus. Tmarus taiwanus được Hirotsugu Ono miêu tả năm 1977.